# Yoshida Naoya
Yoshida Naoya (吉田 直矢 Yoshida Naoya, sinh ngày 20 tháng 12 năm 1994) là một cầu thủ bóng đá người Nhật Bản. Anh thi đấu cho Thespakusatsu Gunma.

## Sự nghiệp
Yoshida Naoya gia nhập Tonan Maebashi năm 2017. In tháng 8, anh chuyển đến Thespakusatsu Gunma.